# Glenn Greenwald
Glenn Edward Greenwald (sinh ngày 6 tháng 3 năm 1967) là một nhà báo, tác giả và cựu luật sư người Mỹ. Ông nổi tiếng với việc xuất bản một loạt các báo cáo chi tiết thông tin chưa biết trước đây về các chương trình giám sát toàn cầu của Mỹ và Anh. Những báo cáo này được dựa trên các tài liệu phân loại được cung cấp bởi Edward Snowden.
Greenwald làm luật sư hiến pháp trong mười năm trước khi ông bắt đầu viết blog về các vấn đề an ninh quốc gia và sau đó đóng góp cho Salon và The Guardian. Vào thời điểm đó, Greenwald được coi là một trong những chuyên gia ý kiến có ảnh hưởng nhất ở Hoa Kỳ. Vào tháng 6 năm 2013, khi còn ở The Guardian, ông đã viết một loạt các báo cáo về các tài liệu do Snowden phát hành. Cùng với các phóng viên khác, Greenwald đã giành được cả Giải thưởng George Polk và Giải Pulitzer cho báo cáo. Sau đó vào năm 2013, Greenwald thành lập The Intercept với Laura Poitras và Jeremy Scahill, nơi ông là đồng biên tập trong vài năm. Ông đã viết một số cuốn sách bán chạy nhất, bao gồm No Place to Hide.

## Đời tư
Năm 2005, Greenwald rời hành nghề luật sư ở New York và đi nghỉ dài hạn tới Rio de Janeiro, nơi ông gặp David Miranda, một đứa trẻ mồ côi 19 tuổi sống trong một khu ổ chuột. Vài ngày sau khi gặp nhau, cặp đôi quyết định dọn về sống chung và tổ chức đám cưới ngay sau đó. Miranda hiện là Nghị sĩ của Đảng PSOL cánh tả. Cặp đôi sống ở Rio de Janeiro, Brasil. Năm 2017, Greenwald và Miranda thông báo rằng họ có được quyền giám hộ hợp pháp của hai anh em, đến từ Maceió, một thành phố ở Đông Bắc Brasil. Họ chính thức nhận nuôi hai cậu con trai ở Brasil vào năm 2018.
Greenwald là một người thuần chay và là người ủng hộ quyền động vật. Greenwald và Miranda có 24 chú chó cứu hộ. Vào tháng 3 năm 2017, Greenwald đã công bố kế hoạch xây dựng một nơi trú ẩn với Miranda cho thú cưng đi lạc ở Brazil sẽ được nhân viên vô gia cư thuê. Vào tháng 3 năm 2017, Greenwald đã công bố kế hoạch xây dựng một nơi trú ẩn với Miranda cho thú cưng đi lạc ở Brazil sẽ được nhân viên vô gia cư thuê. Vào tháng 3 năm 2018, Greenwald đã tweet các video cho thấy nơi trú ẩn đang hoạt động.
Greenwald và Miranda là bạn thân của người ủng hộ nhân quyền Brasil và ủy viên hội đồng Marielle Franco, được biết đến vì chỉ trích chiến thuật của cảnh sát, người đã bị bắn chết trong xe của mình bởi những kẻ tấn công không rõ danh tính. Một hồ sơ của New York Times về Greenwald và Miranda mô tả cặp vợ chồng, như là kết quả của báo cáo của Greenwald về các quan chức cấp cao của Bolsonaro và sự phản đối thẳng thắn của Miranda tại Quốc hội, đã trở thành mục tiêu chính cho phong trào Bolsonaro.
Greenwald không tham gia vào bất kỳ tôn giáo có tổ chức. Ông nói rằng ông tin vào "phần tâm linh và huyền bí của thế giới" và yoga là "giống như một cây cầu vào đó, giống như một cửa sổ vào đó". Greenwald cũng đã chỉ trích phong trào Vô thần mới, đặc biệt là Sam Harris và những người khác chỉ trích Hồi giáo.